# دمت اوگار
دمت اوگار (انگلیسی: Demet Evgar؛ زادهٔ ۱۹ مهٔ ۱۹۸۰) هنرپیشه اهل ترکیه است. وی از سال ۲۰۰۰ میلادی تاکنون مشغول فعالیت بوده‌است.